# Stanley Cohen (genetista)

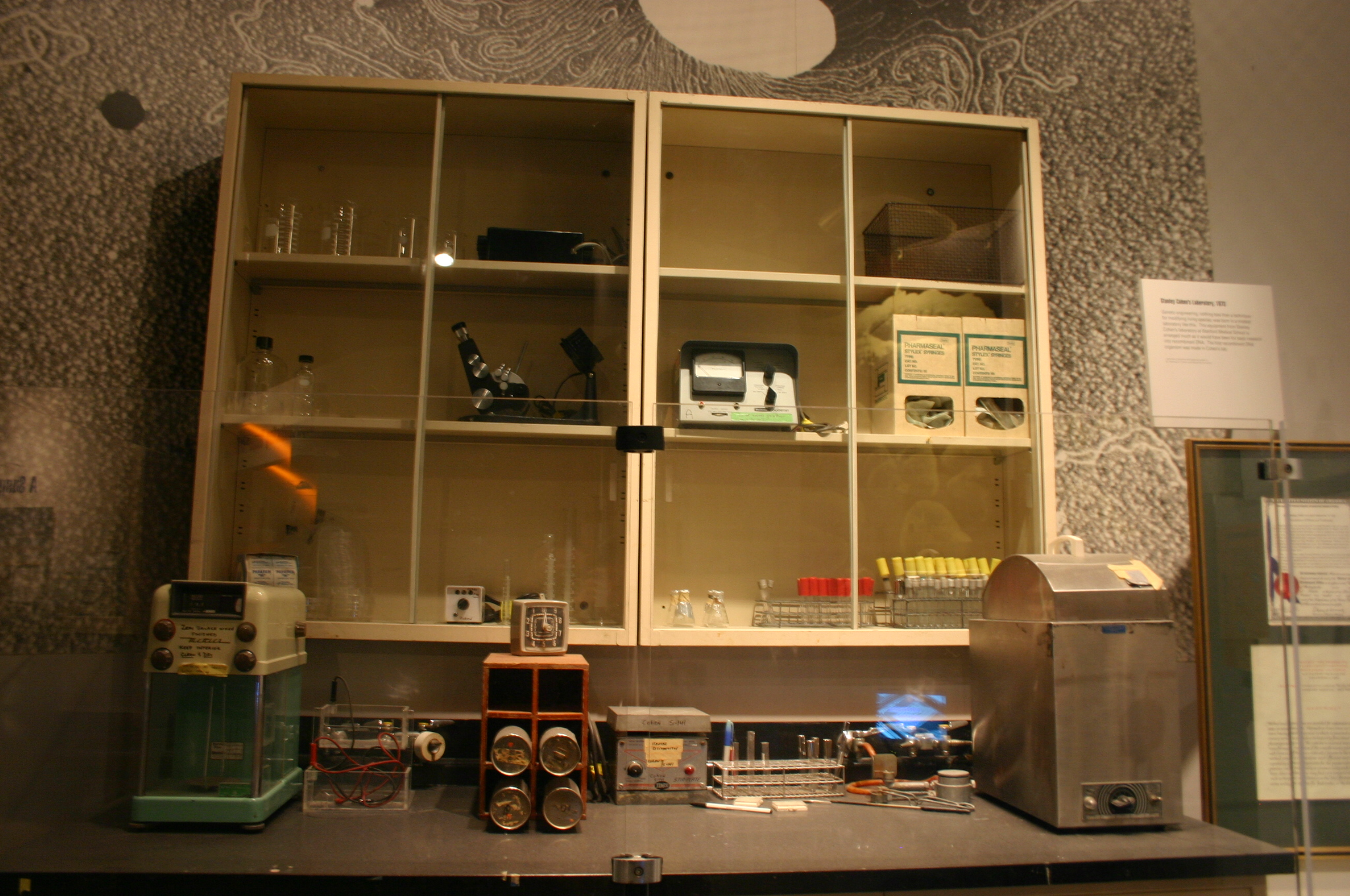
Il laboratorio di Stanley N. Cohen com'era nel 1973, ricostruito al National Museum of American History

Stanley Norman Cohen (Perth Amboy, 30 giugno 1935) è un genetista statunitense.

## Biografia

### Famiglia
I genitori di Stanley Norman Cohen erano figli di immigrati ebrei, nati e cresciuti nella piccola città del New Jersey di Perth Amboy. La madre, Ida (nata a Stolz) era una segretaria, mentre suo padre, Bernardo, era un elettricista. Durante la sua infanzia, Stanley spesso aiutava il padre nelle sue imprese imprenditoriali per integrare il reddito familiare. Tra queste, l'assemblaggio e la vendita di apparecchi fluorescenti, trasformatori e ventilatori elettrici. Negli anni successivi il padre iniziò a gestire un'attività di vendita che aveva ereditato dalla sua defunta madre, accanto ad una piccola attività di fornitura elettrica. 
Per i primi dieci anni della sua vita Stanley fu figlio unico, ma successivamente nacque la sorella, Wilma. Gran parte dei primi anni di Stanley sono stati spesi ad uscire con gli amici e a giocare a giochi di squadra, come basket e calcio, nonché il tentativo di coltivare pomodori utilizzando soluzioni nutritive. Stanley ha iniziato a sviluppare un interesse per la scienza durante l'adolescenza. Questo interesse è stata favorita dal padre, che a causa di vincoli finanziari, aveva dovuto abbandonare un corso scientifico che aveva iniziato al Pratt Institute of Technology, New Jersey, dopo aver lasciato il liceo. Dopo l'esplosione della bomba atomica, l'interesse di Cohen per la scienza si spostò dalla fisica alla biologia. Oltre alla sua passione per la scienza, Cohen apprezzava la musica infatti suonava l'ukulele e componeva canzoni. Una delle sue canzoni è stata pubblicata e registrata da Billy Eckstine, un cantante internazionale del momento. Cohen è stato direttore di un giornale della scuola e editor del suo annuario, finché frequentava appunto la scuola superiore. Nel 1961 sposò Giovanna Lucy Wolter, che aveva incontrato mentre era uno studente di medicina al Bryn Mawr College. Hanno tuttora due figli, Anne e Geoff.

### Educazione
A causa del suo interesse per la biologia, Stanley ha deciso di intraprendere una carriera nel campo della medicina. La sua decisione di studiare presso la Rutgers (prestigiosa università) è stata in parte influenzata dal fatto che era vicino alla propria famiglia in modo da poter sostenere suo padre che aveva cattive condizioni di salute a causa di diabete e neuriti. Nel 1956, dopo aver studiato a Rutgers Cohen ha iniziato gli studi presso l'Università della Pennsylvania School of Medicine. Mentre era lì, in estate tra il suo secondo e terzo anno, ha intrapreso un progetto di laboratorio che studiava il rigetto immunologico di innesti cutanei, sotto la supervisione di Carlo Breedis nel Dipartimento di Patologia. Come risultato di questo progetto, ha avuto dei contatti con Rupert Billingham, un esperto nel trapianto di immunità. Cohen ha completato il suo MD nel 1960. In seguito a questo ha fatto uno stage presso il Mount Sinai Hospital (1960-61) e un anno di residenza in medicina interna presso l'Università del Michigan (1961-1962).

### Carriera
All'inizio della sua formazione medica Cohen si rese conto che era più adatto a una carriera accademica che a quella di un medico clinico. La sua intenzione iniziale era quella di perseguire la ricerca immunologica, ma le sue idee cambiarono dopo aver lavorato come un ufficiale di servizio sanitario pubblico presso il National Institutes of Health (NIH), che ha fatto per completare i suoi obblighi militari in seguito alla redazione dei medici, sulla scia del muro di Berlino della crisi nel 1961. Ha lavorato nel laboratorio di K Leome cercando di scoprire l'interazione tra la cloro china, farmaco antimalarico, e il DNA. Mentre al NIH Cohen ha avuto la fortuna di lavorare spalla a spalla con molti importanti ricercatori nel settore emergente della biologia molecolare, da cui ha iniziato a raccogliere alcune competenze in biochimica e genetica. Nel 1964-65 Cohen, completò la sua formazione clinica presso il Duke University Hospital e trascorse due anni come post-dottorato nel laboratorio di Jerry Hurwitz all'Albert Einstein College of Medicine di New York, dove ha condotto esperimenti con il batteriofago lambda. Questo ha contribuito a estendere la sua competenza genetica e biochimica. Mentre lavorava nel laboratorio di Hurwitz ha iniziato a sviluppare un interesse, nel modo in cui i geni trasferiti da plasmidi, conferiscono resistenza agli antibiotici nei batteri. Questo è stato in parte favorito da alcuni contatti che ha sviluppato con Richard Novick e Stanley Falkow. Nel 1968 Cohen iscrisse alla facoltà di Stanford University, dove ha continuato a sviluppare il suo interesse per la resistenza dei batteri agli antibiotici. Nel 1996 ha vinto il Premio Lemelson-MIT.

### Scoperte
Stanley Cohen è più noto per la sua innovazione con Herbert Boyer della tecnologia del DNA ricombinante, che hanno pubblicato nel 1973. Insieme a Herb Boyer, Annie Chang e Robert Helling, Cohen ha dimostrato che era possibile trapiantare segmenti di DNA da una rana in un ceppo di Escherichia coli utilizzando pSC101, ossia plasmidi geneticamente modificati, come vettori. Ciò ha dimostrato per la prima volta, che il DNA potesse essere trapiantato e propagato in una specie diversa collegandolo a un portatore autoctono. Questo batterio, divenne il primo organismo geneticamente modificato.
Si è capito subito che la tecnica poteva avere importanti applicazioni pratiche. Il vantaggio del loro metodo era che potesse essere distribuito dagli scienziati in qualsiasi laboratorio con impianti genetici e biochimici modesti. Nel giro di un breve lasso di tempo laboratori accademici e industriali stavano usando la tecnica di modificare geneticamente Escherichia coli per produrre proteine umane, come l'insulina e l'ormone della crescita per scopi terapeutici. Questo ha gettato le basi per la creazione di Genentech e l'aumento della moderna industria della biotecnologia. Cohen ha ottenuto diversi riconoscimenti per il suo contributo allo sviluppo dell'ingegneria genetica. Ciò ha incluso il premio Albert Lasker per Basic Medical Research (1980), la National Medal of Science (1988), la National Medal of Technology (1989), il medico Premio Centro Albany (1994) in comune con Boyer, il premio Shaw in Life Science e Medicina (2004), e la doppia medaglia Helix (2009). Oggi Cohen è professore di genetica e medicina a Stanford, dove lavora su una varietà di problemi scientifici tra cui la crescita cellulare e lo sviluppo.